# Tacora henriquesi
Tacora henriquesi är en insektsart som beskrevs av Takiya et Mejdalani 2002. Tacora henriquesi ingår i släktet Tacora och familjen dvärgstritar. Inga underarter finns listade i Catalogue of Life.